# Encallament de cetacis

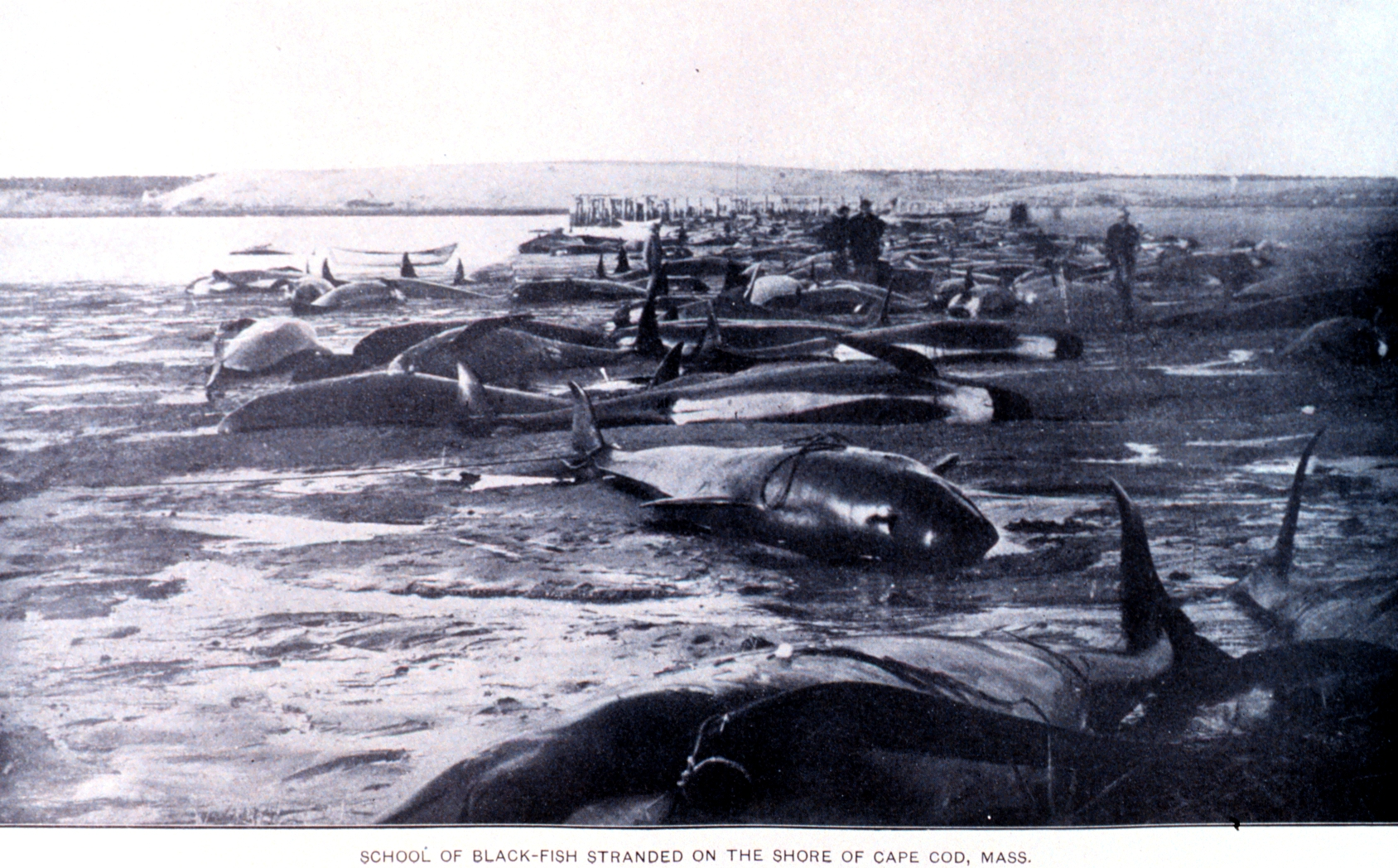
Un encallament massiu de caps d'olla negres en la riba de Cap Cod, 1902

L'encallament de cetacis és un fenomen pel qual balenes, i també dofins, embarranquen, fent-ho normalment en una platja. Els cetacis embarrancats sovint moren a causa de la deshidratació, aixafats sota el seu propi pes o ofegant-se quan la marea alta en cobreix l'espiracle.
S'han proposat diverses explicacions dels motius que provoquen l'embarrancament dels cetacis per si mateixos, incloent canvis en les temperatures de l'aigua, peculiaritats de l'ecolocalització de les balenes en determinats entorns, i pertorbacions geomagnètiques, però cap ha estat universalment acceptada, ara per ara, com a raó definitiva per a aquest comportament. Tanmateix, s'ha trobat alguna relació entre l'encallament en massa de balenes i l'ús de sonar de mitjana freqüència.

## Espècies

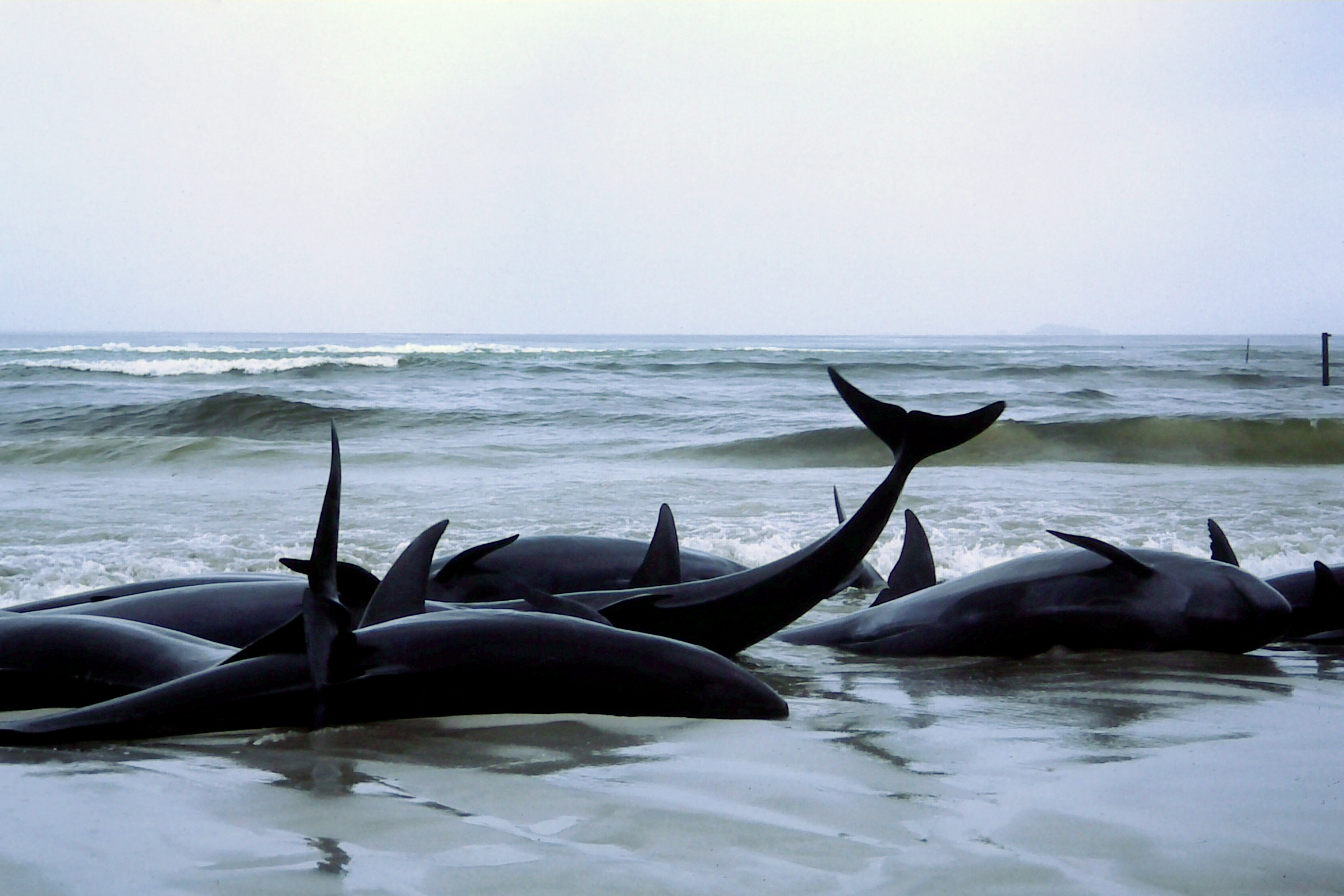
Exemplars d'orca falsa encallats a la badia de Flinders a Austràlia Occidental, 1986

Cada any, fins a 2.000 animals encallen tots sols. Si bé la majoria dels encallaments acaben en mort, això no posa en risc, globalment, cap espècie. L'encallament massiu és un fenomen que sols es dona amb certa freqüència en unes deu espècies de cetaci i ocasionalment en altres deu. En general es tracta de balenes dentades (odontocets) més que no pas d'espècies de la família dels misticets.
La mida del cos no sembla afectar-ne l'ocurrència, però tant l'hàbitat normal dels animals com la seva organització social semblen influir en les possibilitats d'embarrancar en grans quantitats. Els odontocets, que normalment habiten aigües profundes i viuen en grans grups estretament vinculats, són els més susceptibles de patir-ho. Això inclou el catxalot, els dofins oceànics, amb molta freqüència els caps d'olla negres i les orques, i algunes espècies de la família dels zífids.

## Causes
Els encallaments es poden agrupar en diversos tipus. La distinció més òbvia és entre els casos individuals i els múltiples. Moltes teories, alguns força polèmiques, s'han proposat per explicar el fenomen, però la incògnita segueix sense resoldre's.
Morts naturals al mar
Les carcasses de cetacis morts poden surar en algun moment; aleshores, els corrents o els vents els poden portar fins a una costa. Com que milers de cetacis moren cada any, molts acaben embarrancats de manera pòstuma. La majoria de carcasses mai arriben a la costa i alimenten carronyaires o es descomponen fins enfonsar-se formant la base d'un ecosistema local únic anomenat carcanades de cetacis.
Encallaments individuals
Els encallaments individuals d'animals vius sovint són deguts a lesió o malaltia. En l'absència d'intervenció humana els arriba la mort de manera quasi inevitable.

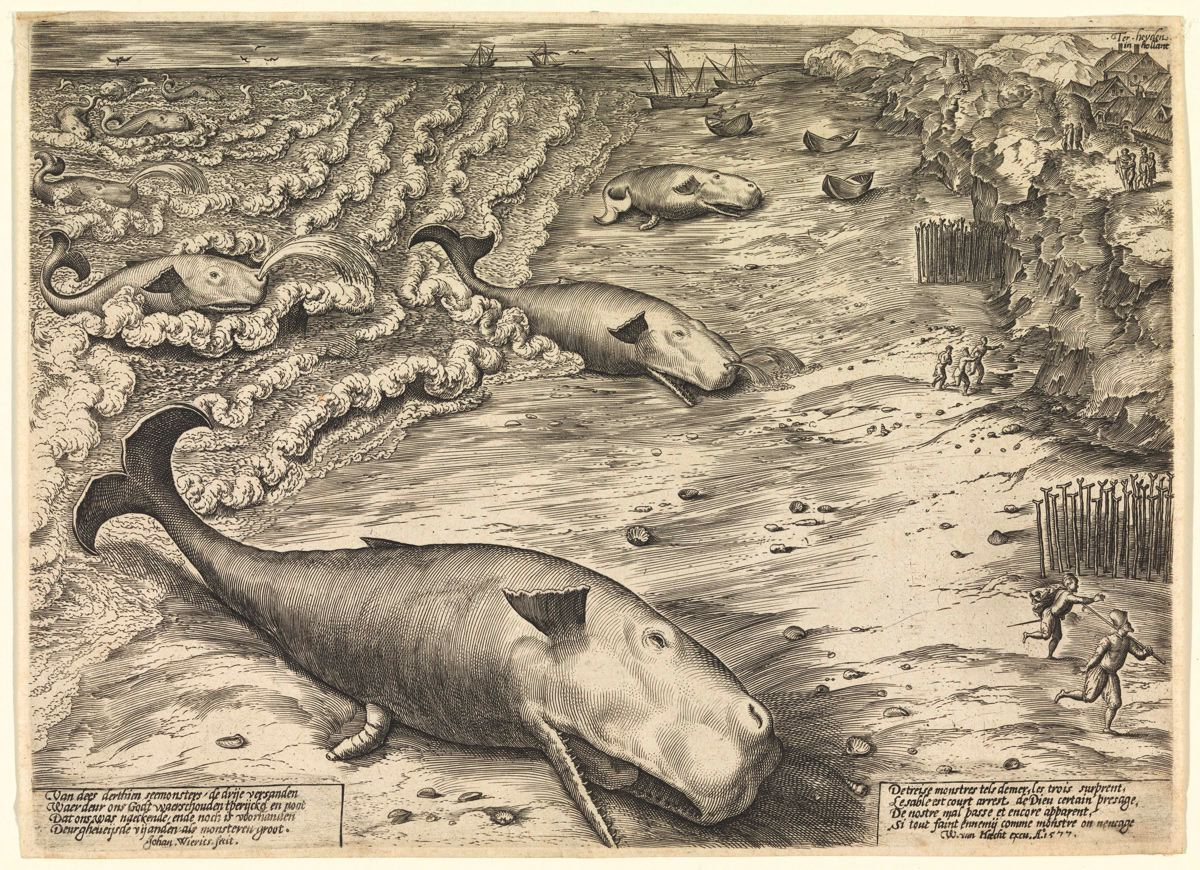
"Tres balenes embarrancades", gravat de 1577 de l'artista flamenc Jan Wierix.

Encallaments múltiples
Els encallaments múltiples en un mateix lloc són poc habituals i sovint atrauen la cobertura de mitjans de comunicació així com esforços de rescat. La forta cohesió social de grups de balenes dentades sembla ser un factor clau en molts casos d'encallament múltiple. Si un individu té problemes, els seus crits en demanda d'auxili poden incitar la resta a seguir-lo i encallar tots plegats.

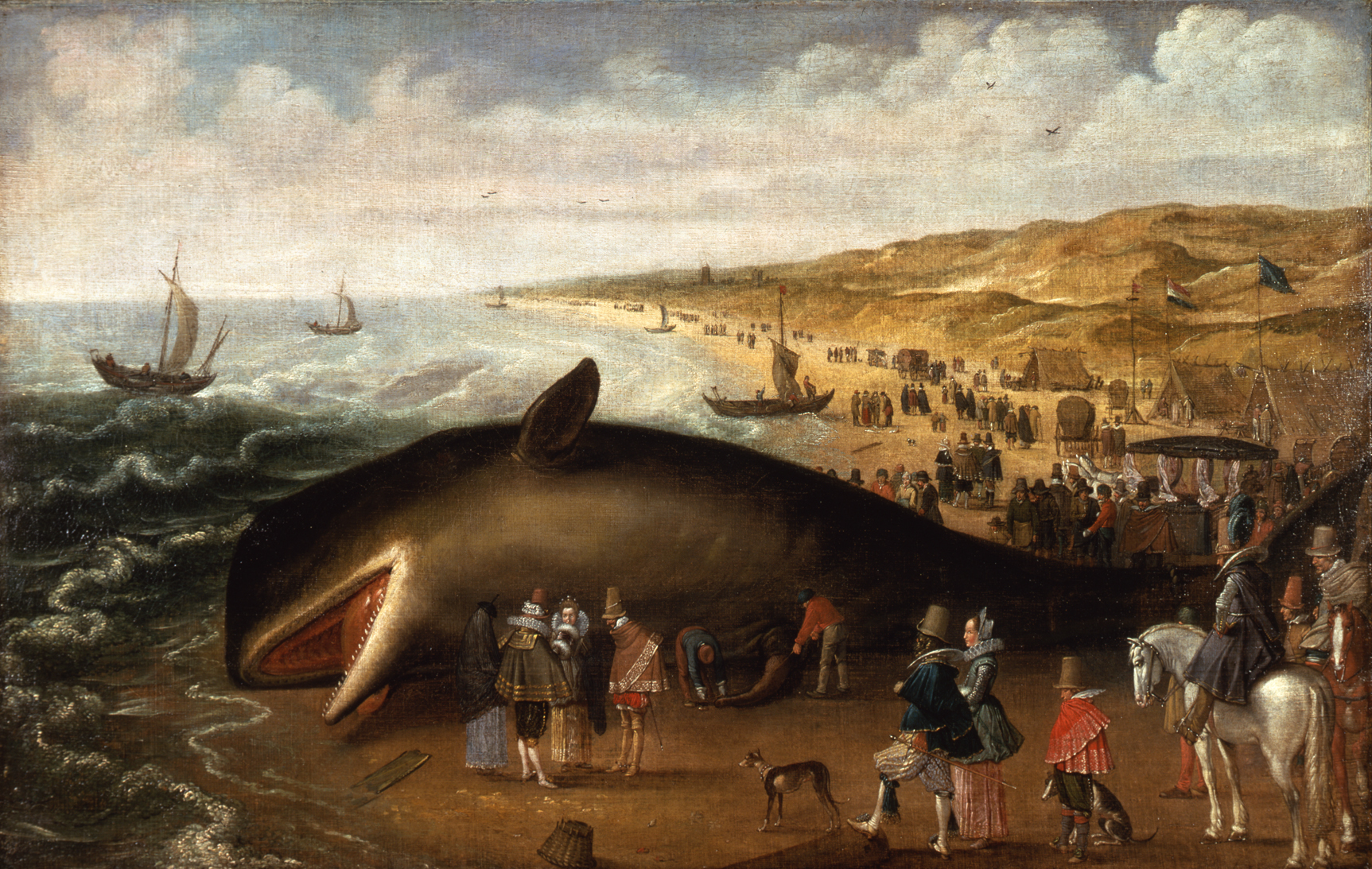
"La balena encallada entre Scheveningen i Katwijk, amb elegants observadors", d'Esaias van de Velde, c. 1617

### Mediambiental
Les balenes han encallat en platges durant tota la història de la humanitat. Hi ha evidències de salvaments humans de catxalots, al sud d'Espanya, durant el magdalenià superior, fa uns 14.000 anys. De fet, alguns embarrancaments poden ser atribuïts a factors naturals i mediambientals, com el mal temps, debilitat a causa d'infecció o envelliment, dificultats a l'hora de parir, intents de caçar massa a prop del litoral o errors del seu sistema de navegació.

### Encallaments per "seguiment"
Alguns encallaments poden ser deguts a la situació de grans cetacis, seguint dofins o marsopes en aigües costaneres poc profundes, que troben una combinació adversa de marees i topografia del fons marí, que l'espècie més petita pot salvar però a la més gran la deixa atrapada.
Per altra banda, s'han donat casos on el seguiment d'un dofí per part d'una balena l'ha salvat de quedar atrapada en aigües situades darrere una franja de sorra, portant-la a mar obert. El 2008 es va observar en una platja de Nova Zelanda.

### Encallament intencional temporal de les orques

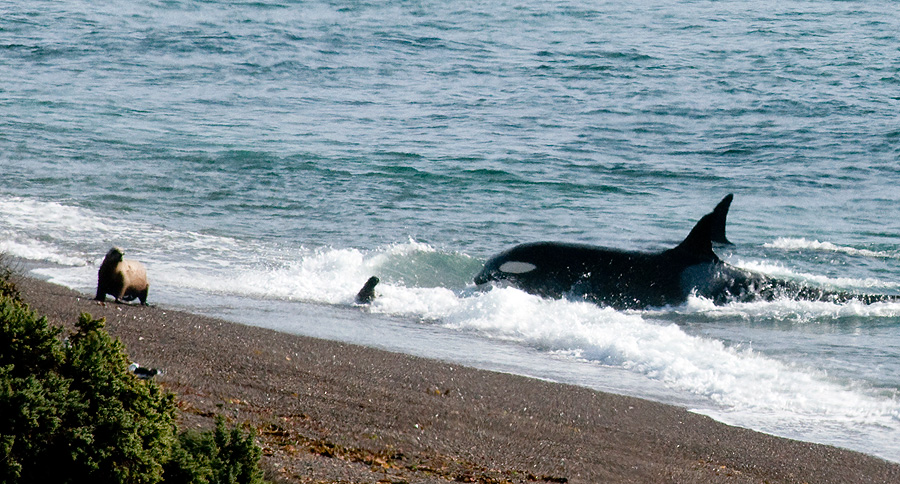
Una orca caçant lleons marins a Península Valdés, Argentina, embarrancant de manera intencionada

Els grups d'orques –depredadores de dofins i marsopes– és estrany que encallin. Podria ser que, en general, hagin après a mantenir-se allunyades de les aigües poc profundes, la qual cosa resulta en una major protecció per a les seves víctimes potencials. Tanmateix, les orques de Península Valdés, a l'Argentina, i de les illes Crozet, a l'Oceà Índic, han après com operar en aigües superficials, particularment en la persecució de foques. Se les pot veure practicar la seva habilitat per empaitar foques pujant el pendent de platges de còdols, fins al límit de l'aigua. No és estrany que, pel seu impuls i la retirada del mar, quedin parcialment encallades i aleshores esperen la propera onada per retornar al mar. Es diria que aquest comportament l'ensenyen d'una generació a la següent, ja que s'han observat individus més grans impulsant-ne de joves cap a la riba, cosa que, a vegades, seria una activitat de joc.

### Sonar
Hi ha evidències de la influència del sonar en alguns encallaments. Hi ha hagut ocasions d'encallament de balenes poc després d'haver estat actiu un sonar militar en la zona, la qual cosa en suggereix la relació. Després de necropsies que han trobat lesions internes en cetacis possiblement encallats a causa del sonar, s'han aventurat algunes teories, tenint en compte que, en canvi, individus aparentment encallats per causes naturals no presentaven aquestes lesions.
Diversos investigadors d'Espanya, els EUA y altres països van publicar, el 2019, una recull d'evidències d'encallaments massius de zífids que estarien relacionats amb exercicis navals on s'havia utilitzat el sonar. Van concloure que els efectes del sonar de mitjana freqüència són més forts en els zífids de Cuvier encallats, però poden variar entre individus o poblacions. Semblaria que la força de la resposta d'animals específics pot dependre de que haguessin estat prèviament exposats al sonar, i s'haurien trobat símptomes de síndrome de descompressió ràpida en balenes encallades que podrien ser el resultat d'aquesta resposta al sonar. Destacaven que a les Illes Canàries havien cessat els encallaments massius des que s'hi van prohibir exercicis navals on s'utilitzés el sonar, i recomanaven estendre la prohibició a altres àrees on segueix havent-hi encallaments massius.

## Grans encallaments
El 1918, uns 1.000 caps d'olla negres van encallar a les Illes Chatham de Nova Zelanda, el cas més nombrós del que es tingui notícia.
L'octubre de 1935, prop de 300 caps d'olla negres d'aleta llarga (Globicephala melas) van encallar a la costa nord-occidental de Tasmania, a Stanley.
El 1985 van ser prop de 450 que van encallar a Auckland, Nova Zelanda.
El 23 de juny de 2015, es van descobrir 337 balenes mortes en un fiord remot de la Patagònia, al sud de Xile, el major encallament de misticets fins al moment. Per fotografies aèries i de satèl·lit es van identificar 305 cossos i 32 esquelets entre el Golf de Penas i Puerto Natales, prop de la punta meridional de Sud-amèrica. Serien rorquals boreals.
El matí del 10 de febrer de 2017, es van trobar més de 416 caps d'olla negres a la barra de sorra anomenada Farewell Spit, a Golden Bay al cap de munt de l'illa del Sud de Nova Zelanda, i al vespre n'havien mort més del 70% dead by dawn. 240 exemplars més van encallar a última hora de l'11 de febrer. Aquest total de 656 exemplars va fer que es tractés del segon encallament massiu mai enregistrat. De les 335 balenes que van morir, 20 es va decidir sacrificar-les, altres 200 van reflotar per si mateixes amb la pujada de la marea i unes poques es van retornar al mar amb esforç humà.
El novembre de 2018, van aparèixer més de 140 balenes en una platja remota de Nova Zelanda i, per les circumstàncies que es presentaven, es va decidir sacrificar-ne la meitat que encara no havien mort.
Entre el 21 i el 23 de setembre del 2020 van ser almenys 470 caps d'olla negres d'aleta llarga que van encallar a Macquarie Harbour, Tasmania, en el que es va considerar el pitjor cas ocorregut a Austràlia. Es va parlar de 380 exemplars morts i més de 100 rescatats.